# Мозер, Карл
Карл Целести́н Мо́зер (нем. Karl Coelestin Moser; род. 10 августа 1860, Баден, кантон Аргау, Швейцария — 28 февраля 1936, Цюрих) — видный швейцарский архитектор, представитель югендстиля, раннего модернизма.

## Биография
Карл Мозер — сын архитектора Роберта Мозера. Изучал архитектуру с 1878 по 1882 год в Высшей технической школе Цюриха. После учебного пребывания в Париже К. Мозер работал у Ф. Ланге в Висбадене, где познакомился с архитектором Робертом Курйелем. В 1888 году они вдвоем основали в Карлсруэ архитектурную фирму «Курйель и Мозер». Поначалу они проектировали главным образом церковные здания (например,  церковь Св. Павла в Базеле), но позже успешно занимались и гражданскими проектами. Среди них — представительные общественные здания: Эйнштейн-хаус в кантоне Арау, пансионат Балли (Bally) в Шёненверде, здание жилищного кооператива Рейнлюст в Райнфельдене. А также большие парадные виллы для швейцарской элиты, например, вилла Лангматт в Бадене (сейчас музей импрессионизма), или — там же — вилла Бовери (сейчас используется в общественных целях). В числе совместных проектов К. Мозера и Р. Курйеля такие крупные, значимые в художественном отношении постройки, как Музей искусств (Кунстхаус) в Цюрихе, Баденский вокзал в Базеле, новый главный корпус цюрихского университета. После того, как в 1914 году строительство университетского комплекса было завершено, К. Мозер был награждён почетной докторской степенью университета.  
Сотрудничество Роберта Курйеля и Карла Мозера закончилось с началом Первой мировой войны, в 1915 г. 
1 октября 1915 года К. Мозер получил звание профессора архитектуры в Высшей технической школе Цюриха, где проработал ровно тринадцать лет, до своего выхода на пенсию 1 октября 1928 года. В качестве преподавателя этой школы К. Мозер мог повлиять на многих известных впоследствии архитекторов, в том числе на Макса Эрнста Хаефели, Рудольфа Штайгера и на своего сына—архитектора Вернера Макса Мозера. В своем творчестве К. Мозер проявил себя в основном как последователь югендстиля, однако позже разделял и идеалы архитекторов "нового движения". Его католическая церковь Св. Антония в Базеле (1925-27), выполненная целиком из бетона, являет собой яркий пример раннего модернизма. 

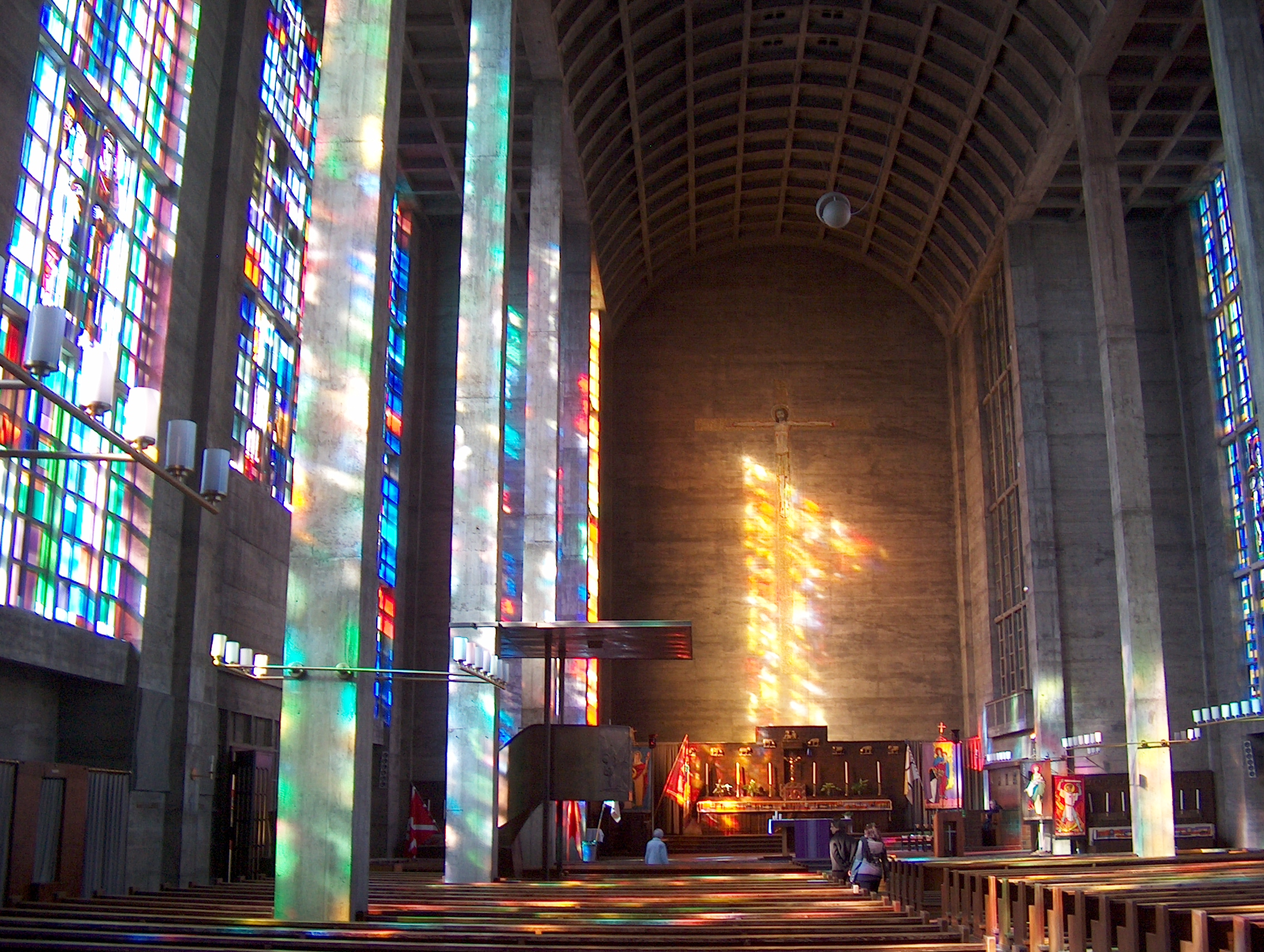
Интерьер церкви Св. Антония (Antoniuskirche) в Базеле. 1927 г.

Карл Мозер — один из основателей Международного конгресса современной архитектуры, также избирался его президентом. Декоративные скульптуры на фасадах некоторых построек К. Мозера в Швейцарии, а также в Карлсруэ, в Германии, были созданы его близким другом, скульптором Оскаром Кифером. Творческое наследие К. Мозера хранится в архивах Института истории и теории архитектуры (GTA) Высшей технической школы Цюриха. Многие из упомянутых зданий К. Мозера сохраняются как культурные и исторические памятники, под эгидой швейцарских и международных организаций по охране памятников архитектуры. 
К. Мозер похоронен на кладбище Флунтерн в Цюрихе, где похоронены также его жена Евфимия, урожденная Лоренц (1866-1947), их сын Вернер Макс, его жена Сильва, урожденная Шиндлер (1895-1986), а также Дорис Мозер (1908-1973) и Герта Мозер (1901-1982).

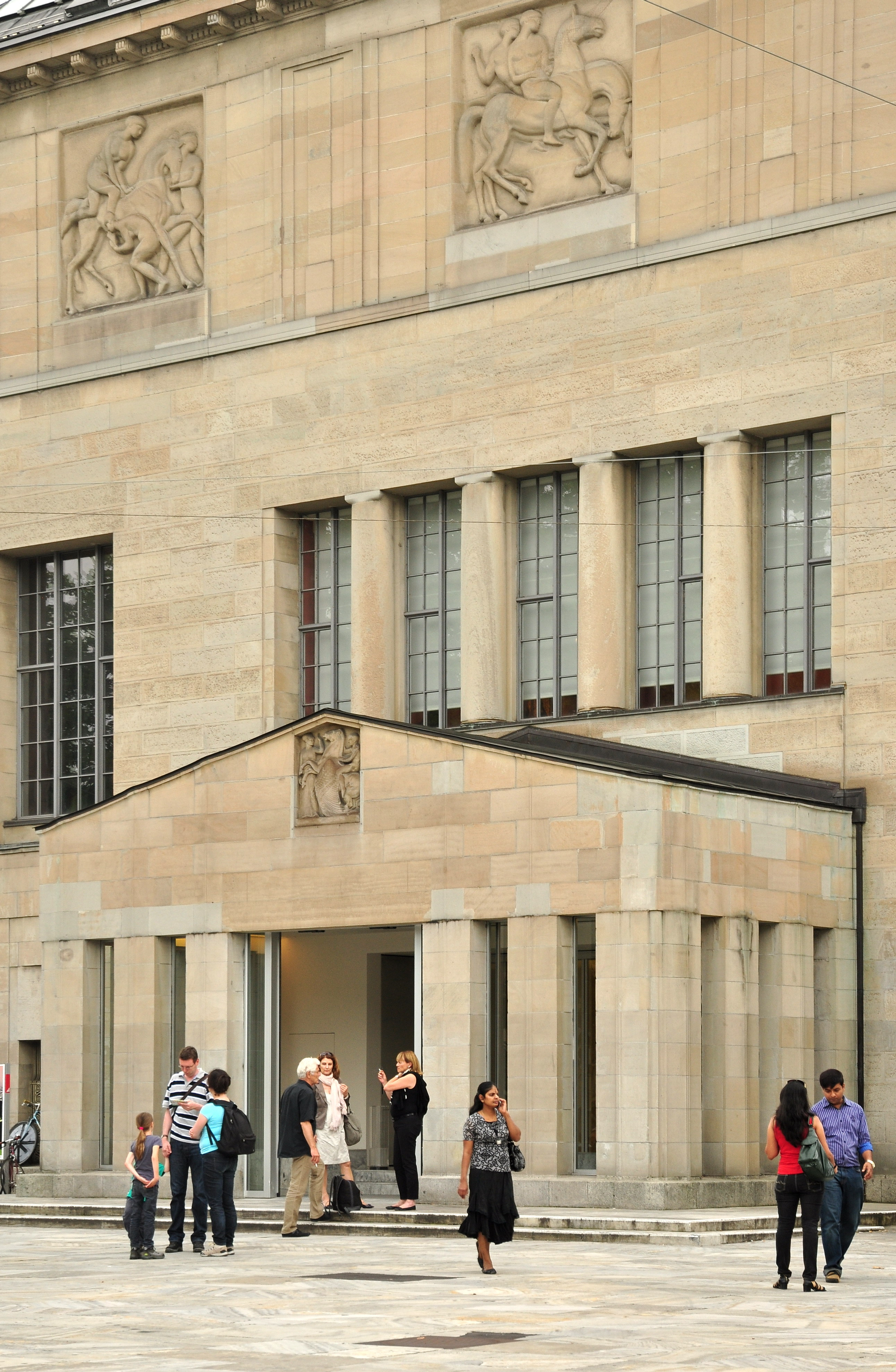
Дом искусств (Кунстхаус) в Цюрихе. 1904—1910

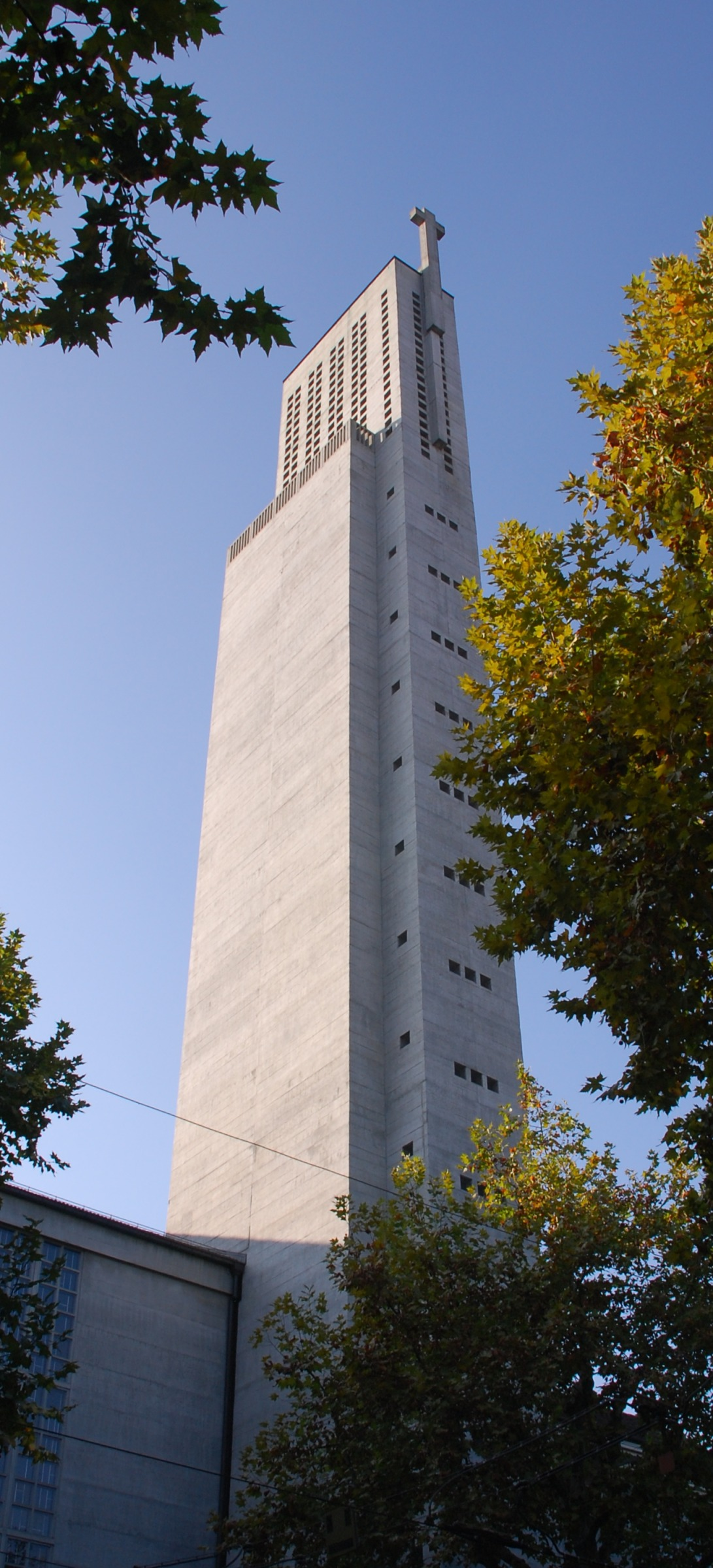
Башня-звонница римско-католической церкви Св. Антония в г. Базеле, 1927 г.

## Построенные здания
1888—1915 — Арх. бюро «Курйель и Мозер»
- 1892—1893: Церковь св.Иоанна в Берне
- 1894—1896: Эйнштейн-хаус в кантоне Арау
- 1895: Церковь Санкт-Себастьян в Веттингене
- 1896—1897: Вилла Бовери в Бадене
- 1899—1900: Вилла Лангматт в Бадене
- 1897: Пансион обувной фабрики Балли (Bally) в Шёненверде
- 1897—1900: Церковь Христа в Карлсруэ
- 1898—1901: Церковь св. Павла в Базеле
- 1898—1902: Католическая церковь Св. Михаила в Цуге
- 1898—1902: Школа и общественный центр в Сеоне (приписывается Карлу Мозеру)
- 1899—1900: Здание жилищного кооператива Рейнлюст в Райнфельдене
- 1900: Католическая церковь Св. Павла в Люцерне
- 1901—1904: Протестантская церковь Св. Иоанна и дом пастора в Линденхофе
- 1902—1904: Евангелическая церковь в Штраубенцелле
- 1902—1903: Дом Юнкера (вилла Оттили) в Карлсруэ
- 1902—1905: Церковь св. Павла в Берне
- 1904—1910: Дом искусств в Цюрихе
- 1904—1905: Вилла Бауманн в Бадене
- 1905—1907: Евангелическая лютеранская церковь в Карлсруэ
- 1906—1911(?): Швейцарбильд в Шаффхаузене
- 1908: Католическая церковь Св. Антона в Цюрихе
- 1908: Протестантская церковь в Дегерсхайме
- 1908—1911: Вилла фабриканта Хеммерле в Дорнбирне, Обердорф
- 1911: Протестантская церковь в Флавиле
- 1907: Здание евангелического Совета Церквей в Верхнем Карлсруэ
- 1908—1911: Вилла Хэммерле в Дорнбирне, Оберндорф, Австрия
- 1910—1913: Базель-Бадишер-Банхоф, — один из железнодорожных вокзалов Базеля.
- 1911—1914: Главный корпус Цюрихского университета
- 1914: Вилла Вассерман в Мангейме
- 1913: Здания городских медицинских страховых компаний в Карлсруэ
- 1913—1915: Выставочный зал и концертный зал в Карлсруэ

После 1915 года, индивидуальные проекты
- 1917—1918: Школа Песталоцци в Шаффхаузене (ныне школа Сандакера)
- 1918—1920: Большая евангелически-реформатская церковь во Флунтерне, Цюрих
- 1925—1927: Католическая церковь Св. Антония в Базеле